# 切斯特鎮區 (密歇根州奧齊戈縣)
切斯特鎮區（英語：Chester Township）是位於美國密歇根州奧齊戈縣的一個行政鎮區。

## 地方資料
切斯特鎮區的面積為178.04平方千米，當中陸地面積為174.98平方千米，而水域面積為3.06平方千米。根據2020年美國人口普查的數據，當地共有人口1300人，而人口密度為每平方千米7.3人。